# Susan Hussey
Susan Katharine Hussey, Baroness Hussey of North Bradley GCVO (* 1. Mai 1939 als Lady Susan Katharine Waldegrave) war 62 Jahre lang Kammerfrau und Hofdame der Königin Elisabeth II. und im Laufe der Jahre zu einer der engsten Vertrauten der Königin geworden. Sie ist eine Taufpatin von Prinz William. Im Palast war ihr Spitzname «Schulsprecherin No 1». Sie war es, der die privilegierte Rolle zufiel, Königin Elisabeth II. bei der Beerdigung von Prinz Philip zu begleiten. Nach dem Tod der Königin Elisabeth II. wurde sie von Charles und Camilla zur "Lady des Haushalts" ernannt.

## Leben
Susan Hussey wurde als fünfte und jüngste Tochter des Geoffrey Waldegrave, 12. Earl Waldegrave (1905–1995) geboren. Als Tochter eines Earls führte sie die Höflichkeitsanrede Lady. Sie ist eine Schwester der ehemaligen Minister William Waldegrave, 13. Earl of Waldegrave und William Waldegrave, Baron Waldegrave of North Hill.
Am 25. April 1959 heiratete sie Marmaduke Hussey (1923–2006), einen späteren Vorsitzenden des BBC Board of Governors. Aus dieser Ehe gingen zwei Kinder hervor, James Arthur (* 15. August 1961) und Katharine Elizabeth (* 1. Februar 1964). Im Jahr 1996 wurde ihr Mann als Baron Hussey of North Bradley zum Life Peer erhoben; sie führt seither den Höflichkeitstitel Baroness Hussey of North Bradley.
Seit 1960 war sie die Kammerfrau (Lady-in-Waiting) der Königin. Hussey wurde Anfang der 1980er Jahre damit betraut, Lady Diana den Umgang, die Gepflogenheiten und die protokollarischen Feinheiten zu erklären, denen die königliche Familie unterworfen ist. 
Ausführlich berichtet sie über ihre ersten Staatsbesuch in Westdeutschland: Sie sorgte für offizielle Unterhaltung der Gäste, erledigte die Korrespondenzen der Königin, organisierte die Garderobe, begleitete sie zu allen Terminen und kannte das gesamte Programm der Staatsbesuche auswendig, um der Königin Orientierung zu geben. Dabei wurde sie der Prinzessin angeblich so vertraut wie eine ältere Schwester. Dagegen gab Christopher Wilson in seiner Biographie an, Diana habe Hussey persönlich verabscheut. Prinz Charles machte Hussey zur Taufpatin von Thronfolger Prinz William.
Nachdem sie 1971 als Commander des Royal Victorian Order (CVO) ausgezeichnet und 1984 als Dame Commander des Royal Victorian Order (DCVO) in den persönlichen Adelsstand erhoben worden war, wurde sie 2013 im Rahmen der Jubiläumsfeiern von Königin Elisabeth II. zur Dame Grand Cross des Royal Victorian Order (GCVO) erhoben. Ihre Tochter Katherine Brooke wurde im Herbst 2022 zur Kammerfrau von Königin Camilla ernannt.
Hussey wurde auch damit betraut Meghan Markle den Weg in die Königsfamilie zu zeigen.
Hussey löste einen Rassismusskandal aus, nachdem öffentlich wurde, dass sie Ngozi Fulani, die schwarze britische Aktivistin und Gründerin der gemeinnützigen Stiftung Sistah Space in Anwesenheit der Politikerin Mandu Reid und einer anderen Zeugin auf einem Empfang der Königin Camilla in Buckingham Palace durch mehrmals insistierende Nachfragen nach der "wahren" Herkunft bedrängte. Hussey wollte präzise erfahren, wann sie "aus welchem Teil Afrikas" nach England gekommen sei. Fulani sprach von "institutionellem Rassismus". Dies markierte das Ende ihrer Zeit im Königshaus. Hussey trat am 30. November 2022 von ihren Ehrenamt zurück und bot ihre Entschuldigung an. Thronfolger William, der sich mit seiner Frau auf einer Reise in den Vereinigten Staaten aufhielt, die durch den Rassismusskandal überschattet wurde, distanzierte sich umgehend von seiner Patentante. Er ließ erklären: "Rassismus hat keinen Platz in unserer Gesellschaft. Die Aussagen waren inakzeptabel, und es ist richtig, dass die betroffene Person sofort zurückgetreten ist." Premierminister Rishi Sunak erklärte, das Land habe Fortschritte bei der Bekämpfung des Rassismus gemacht, doch sei dieser "nicht erledigt" und müsse weiterhin bekämpft werden.
In Presseberichten wurde der Vorfall als für die britische Monarchie gefährlich eingestuft, weil die Äußerungen von einer Person aus dem innersten Kreise kamen und als Bestätigung von Aussagen von Prinz Harry und Meghan Markle angesehen werden könnten, die dem Königshaus 2021 in einem TV-Interview ebenfalls Rassismus vorgeworfen hatten.

## Publikationen
- Lady Susan Katharine Hussey, Baroness Hussey of North Bradley: 1960 trat ich als Hofdame der Königin in den königlichen Haushalt ein. In: Your Majesty. Der Staatsbesuch von Queen Elizabeth II. am 24. Mai 1965 in Langenburg, Schwäbisch Hall, Marbach und Stuttgart. Molino Verlag, Schwäbisch Hall 2025, ISBN 978-3-948696-98-6, S. 7–15.